# Universidad Estatal del Sudoeste de Bahía
La Universidad Estatal del Sudoeste de Bahía (UESB) (en portugués: Universidade Estadual do Sudoeste da Bahia) es una universidad pública brasileña que tiene su sede central en la ciudad de Vitória da Conquista, la tercera ciudad más poblada del Estado de Bahía, a 510 kilómetros de la ciudad de Salvador. Cuenta con dos subsedes: una en la ciudad de Jequié, zona comercial y de servicios importante en la región, con una población de 150.000 habitantes, y otro en la ciudad industrializada de Itapetinga, con una población de 61.000 habitantes. Actualmente cuenta con 43 cursos de grado y postgrado y 615 proyectos de investigación. Su lema es "Adplenam Vitam" ("Vida plena").

## Titulaciones
El acceso a los cursos de grado se realiza anualmente por un procedimiento selectivo. Desde 2012 hay tres campus o áreas educacionales básicas
| Vitória da Conquista - Agronomía - Ingeniería forestal - Ciencias de la computación - Física - Matemática Jequié - Matemática enfocada a la informática - Química - Sistemas de información Itapetinga - Física - Ingeniería ambiental - Ingeniería de alimentos - Química - Química orientada a la tecnología - Zootecnia | Vitória da Conquista - Medicina - Ciencias Biológicas Jequié - Ciencias Biológicas - con énfasis en la Ecología de las aguas continentales - Ciencias Biológicas - con énfasis en la Genética - Ciencias Biológicas - Educación Física - Enfermería - Farmacia - Fisioterapia - Medicina - Odontología Itapetinga - Ciencias Biológicas | Vitória da Conquista - Administración - Contabilidad - Ciencias Económicas - Ciencias Sociales - Cinematografía y Audiovisual - Comunicación Social - Derecho - Filosofía - Geografía - Historia - Letras - Filología - Pedagogía - Psicología Jequié - Artes con formación en Teatro y Danza - Letras - Pedagogía Itapetinga - Pedagogía |